# Tanystylum excuratum
Tanystylum excuratum är en havsspindelart som beskrevs av Stock, J.H. 1954. Tanystylum excuratum ingår i släktet Tanystylum och familjen Ammotheidae. Inga underarter finns listade i Catalogue of Life.